# Amelia (Italië)
Amelia is een gemeente in de Italiaanse provincie Terni (regio Umbrië) en telt 11.599 inwoners (31-12-2004). De oppervlakte bedraagt 132,6 km², de bevolkingsdichtheid is 87 inwoners per km².
De volgende frazioni maken deel uit van de gemeente: Collicello, Foce, Fornole, Macchie, Montecampano, Sambucetole, Porchiano del Monte.

## Demografie
Amelia telt ongeveer 4796 huishoudens. Het aantal inwoners daalde in de periode 1991-2001 met 1,2% volgens cijfers uit de tienjaarlijkse volkstellingen van ISTAT.
| Jaar | Inwoneraantal |
| ---- | ------------- |
| 1991 | 11.207        |
| 2001 | 11.073        |

## Geografie
De gemeente ligt op ongeveer 370 m boven zeeniveau.
Amelia grenst aan de volgende gemeenten: Alviano, Attigliano, Avigliano Umbro, Giove, Guardea, Lugnano in Teverina, Montecastrilli, Narni, Orte (VT), Penna in Teverina.

## Geschiedenis
Gelegen op een heuvel met uitzicht over de Tiber in het oosten en de Nera in het westen, is Amelia wellicht de oudste stad in Umbrië. Cato de Oude schreef dat de eerste nederzetting er verscheen rond 1134 v.Chr.
De legendarische koning Ameroe wordt genoemd als de stichter van de stad. Hij gaf het de naam Amelia. Later werd de stad bezet door de Etrusken, en weer later door de Romeinen. De indrukwekkende muren die de stad omringden, zijn waarschijnlijk gebouwd door de Etrusken. Een deel ervan, 30 meter lang, stortte in 2006 in en wordt hersteld. Deze muren werden verder versterkt en uitgebreid in de Romeinse periode en ook meermaals in de Middeleeuwen. De muren zijn 720 meter lang en ongeveer 3,5 meter dik en hebben vier poorten.
De Romeinen maakten de stad een Municipium, mogelijk al in 338 v.Chr., maar zeker rond het midden van de eerste eeuw voor Christus. Tijdens de Latijnse Oorlog (340-338 v.Chr.), een opstand van de Latijnen tegen voormalig bondgenoot Rome, lag Amelia op een strategische positie aan de Via Amerina naar verschillende andere steden. Door deze oorlog kon Rome zijn macht ver uitbreiden.
Een meer dan levensgroot verguld bronzen standbeeld van Germanicus werd in 1963 opgegraven bij de Porta Romana en is tegenwoordig de blikvanger in het nieuwe Archeologisch Museum.

## Externe link

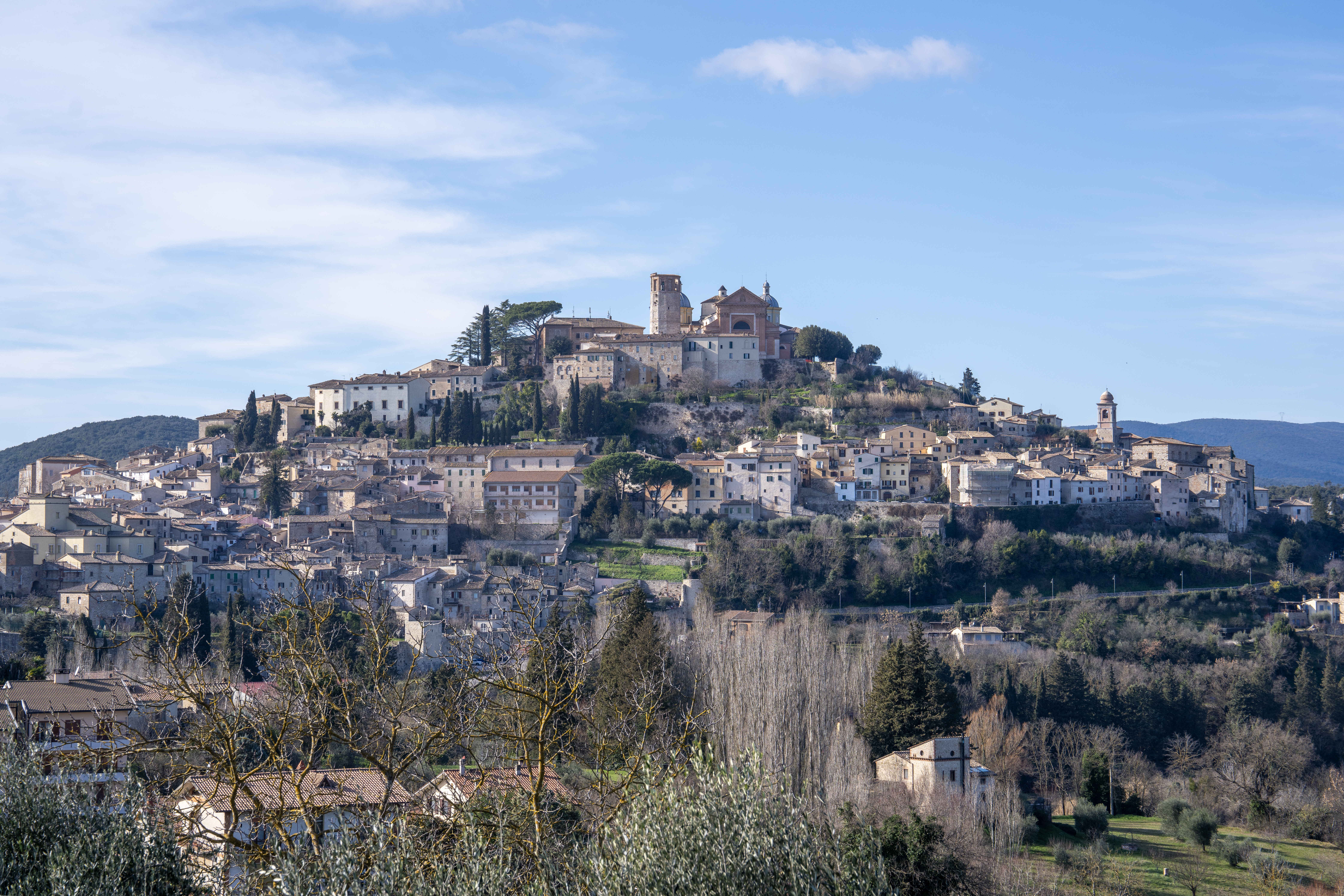
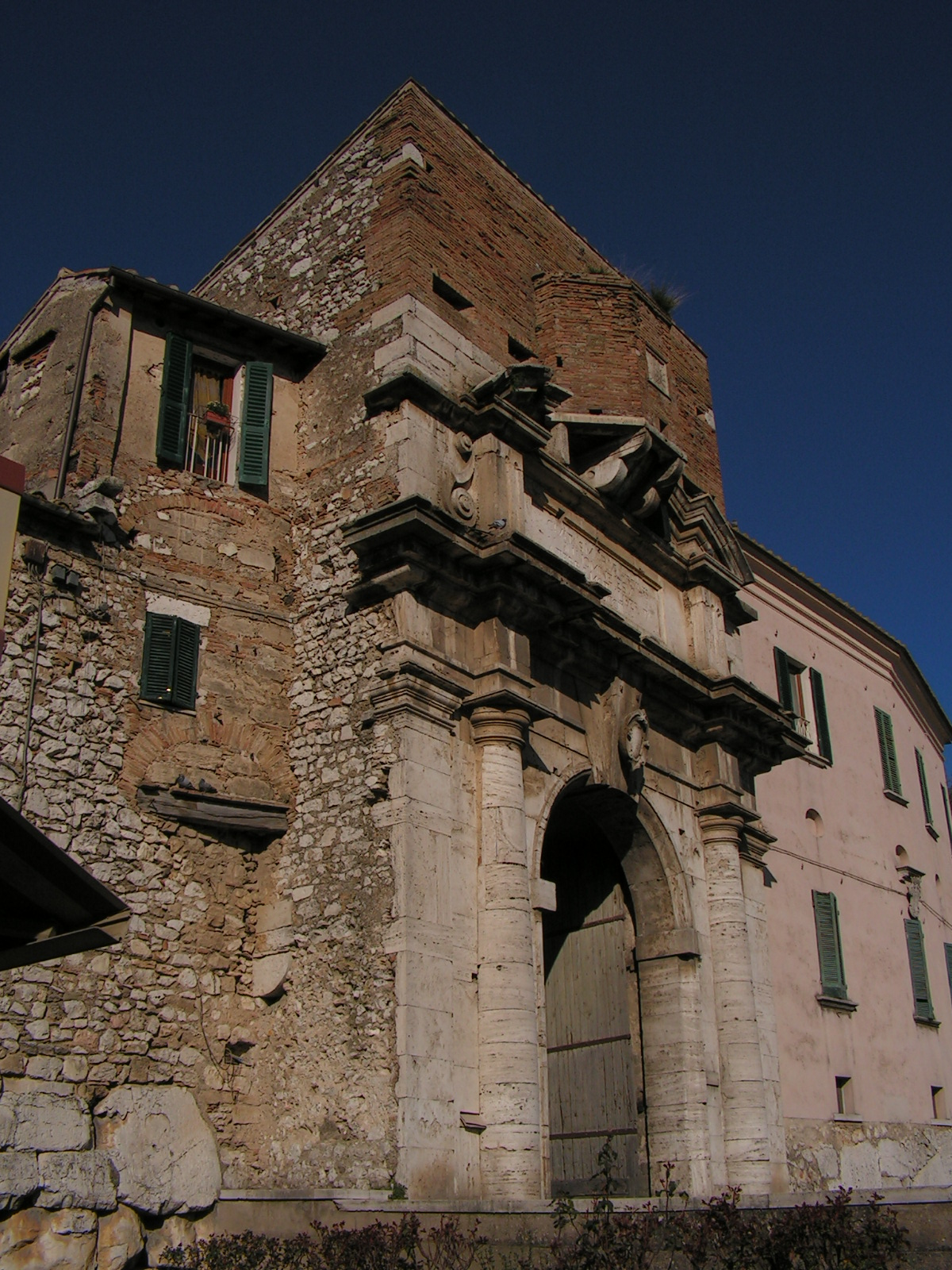
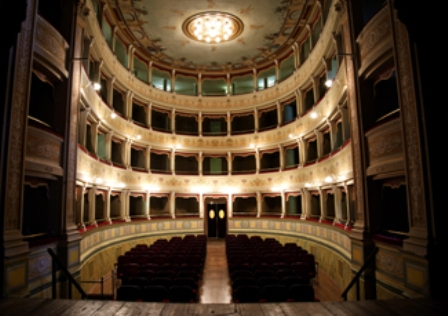
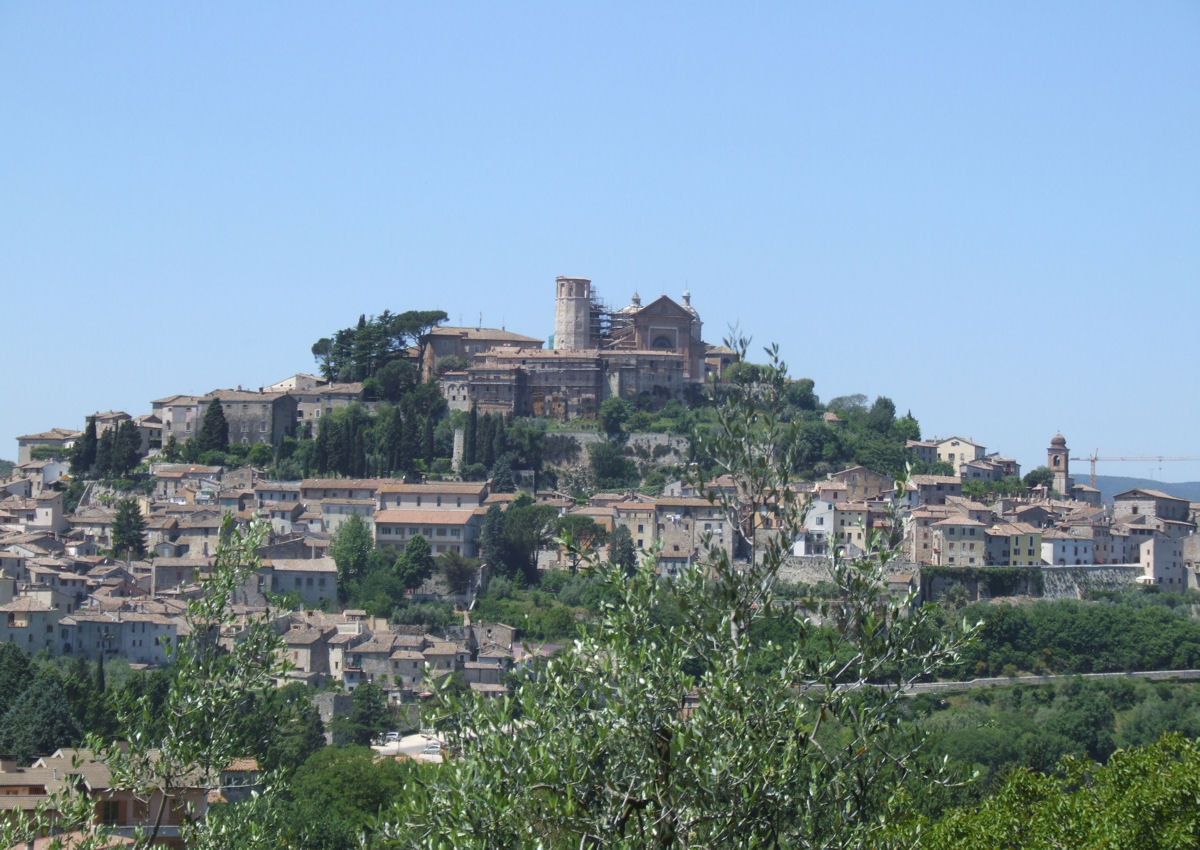
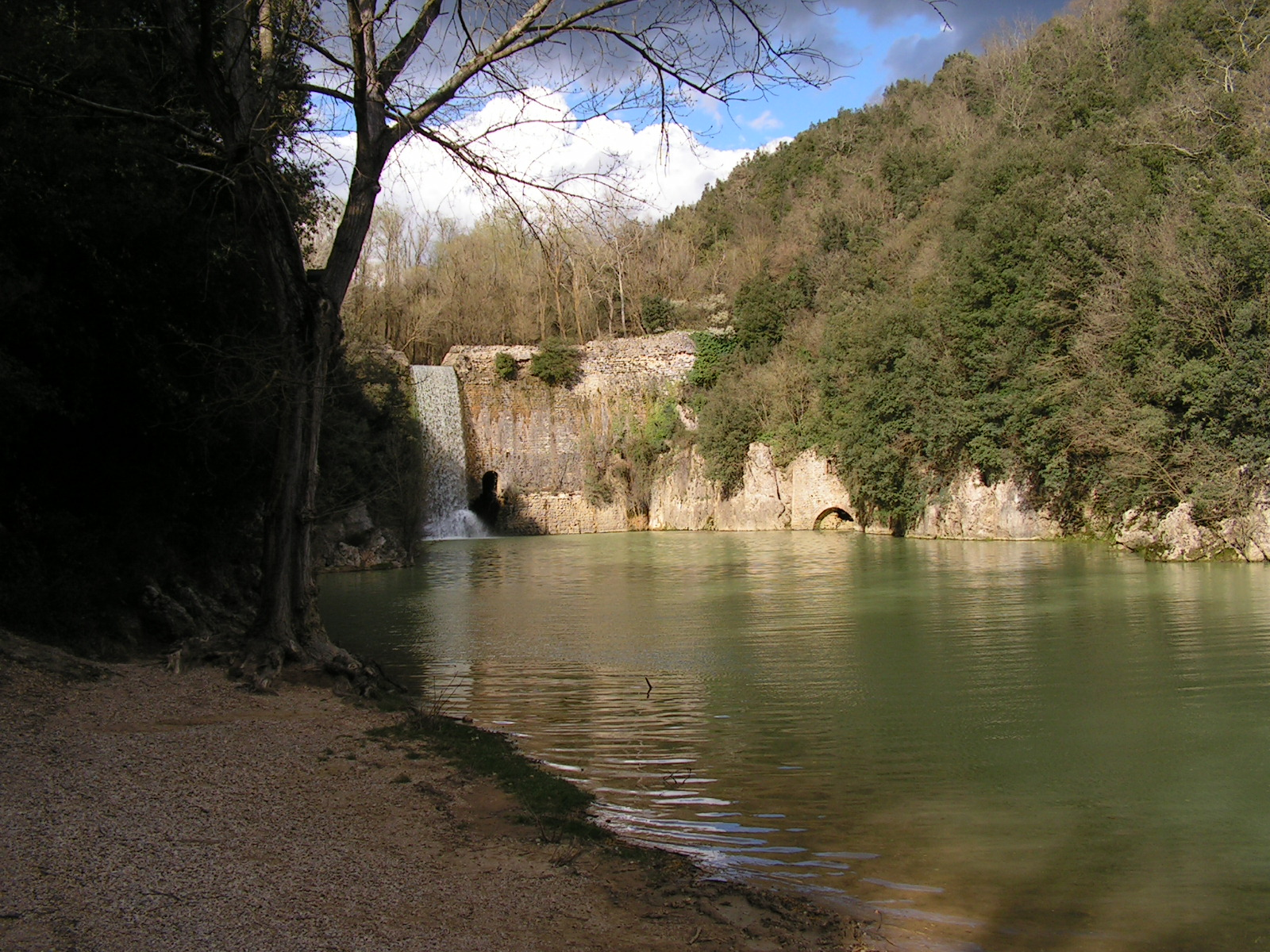

## Zustersteden
- Civitavecchia (Italië)
- Joigny (Frankrijk)
- Stylida (Griekenland)